# Українське лікарське товариство Північної Америки
Украї́нське Лі́карське Товари́ство Півні́чної Аме́рики (УЛТПА) — професійно-громадська організація українських лікарів і лікарів-стоматологів, заснована 1950 року в Нью-Йорку з ініціативи лікарів-імміґрантів під керівництвом Романа Осінчука.
В 1953 році створено Головну Управу УЛТПА, яка станом на 1980-ті роки об'єднувала 20 відділів у США й Канаді — разом понад 800 членів.
Головна Управа Товариства з 1975 розташована в Чикаго. Товариство є членом Світової федерації українських лікарських товариств

## Діяльність
УЛТПА влаштовує щорічні наукові з'їзди, утримує стипендіальний фонд імені Мар'яна Панчишина для допомоги українським студентам медицини та влаштовує товариські імпрези тощо.

### Видання
З 1955 року УЛТПА видає щоквартальник «Лікарський Вісник», редактор — Роксоляна Горбова. 
З 1995 року також виходить короткий англомовний бюлетень «UMANA News» для інформування членів Товариства про його діяльність.

## Відділи
Найбільші відділи в 1980-ті роки:
- Нью-Йорк — 210 членів
- Іллінойс — 200
- Торонто — 100
- Огайо — 51
- Мічиґан — 46
- Вінніпеґ — 40

Станом на 2017 рік має 19 відділень у США та Канаді.

## Члени
Станом на 2007 рік товариство налічувало 517 членів. До 2010 року спостерігалося зниження кількості членів, втім у 2011 році з'явилась тенденція до збільшення.

### Відомі члени УЛТПА
- Гнатюк Мирослав-Володимир Васильович
- Мовчан Юліан Григорович
- Дмитріюк Василь
- Марія Фішер-Слиж
- Борис Лушняк
- Олесіюк Тиміш
- Туркало Ярослав Костевич
- Лапичак Тома - редактор «Лікарського вісника» (1962-1966)
- Павло Джуль - редактор «Лікарського вісника» (1966—1999)
- Новосад Євген Іванович
- Дейчаківський Микола

### Почесні члени
- Пиріг Любомир Антонович
- Ворох Степан

## Президенти
- Роман Осінчук (1950-1955)
- Ярослав Воєвідка (1955-1956)
- Богдан-Андрій Макарушка (1956—1961)
- Р. Сочинський (1961-1963)
- Мирон Людомир Новина Зарицький (1963—1965)
- В. Олесницький (1965-1967)
- Юрій Трухлий (1967-1969)
- Богдан Шебунчак (1969—1971)
- Волянський Олег-Мирослав (1971—1973)
- Юрій Кушнір (1973—1975)
- Ахіль Хрептовський (1975—1977)
- Василь Трухлий (1977-1979)
- Мирослав Харкевич (1979-1981)
- Петро Мошок (1981-1983)
- Роман Гой (1999-2001)
- Ігор Воєвідка[2] (2001-2003)
- Богдан Іванець (2003-2005)
- Андрій Івах (2005-2007)
- Аріадна Голинська (2007-2009)
- Вейн Тимчак (2009-2011)
- Андрій Мельник (2011-2013)
- Андрій Джуль (2013-2015)
- Борис Буняк (2015-2017)
- Андрій Ріпецький (2017-2019)
- Пітер Ленчур (з 2019)